# حایمه اربوس
حایمه اربوس (اسپانیایی: Jaime Arbós‎؛ زادهٔ ۲۹ فوریهٔ ۱۹۵۲) بازیکن هاکی روی چمن اهل اسپانیا بود.
وی در مسابقات کشوری و بین‌المللی در مجموع برندهٔ ۱ مدال نقره شده‌است.